# Roberta Marrero
Roberta Marrero, all'anagrafe Roberta Lucía Marrero Gutiérrez (Las Palmas de Gran Canaria, 2 marzo 1972 – Madrid, 17 maggio 2024), è stata un'artista, attivista e cantante spagnola.

## Biografia
Nei suoi lavori di illustratrice, Roberta Marrero mescolò e decontestualizzò immagini popolari, dando vita a nuovi significati tramite la tecnica del citazionismo. Ad esempio, nel suo primo libro pubblicato, Dictadores (2015), modificò diverse fotografie di politici comunisti e fascisti: mostrò tra gli altri Mao circondato da persone coi volti coperti dal muso di Hello Kitty, oppure Francisco Franco truccato con un fulmine sul viso, nello stile di David Bowie sulla copertina di Aladdin Sane.
Nel suo libro del 2016 El bebé verde: infancia, transessualidad y héroes del pop, una graphic novel con una prefazione della scrittrice Virginie Despentes, Roberta Marrero raccolse ricordi della sua infanzia ed elementi della sua transessualità, spiegando come la visione del mondo di vari artisti della musica pop, della letteratura e del cinema l'avesse ispirata, in particolare Boy George. I temi principali di questo lavoro furono il potere, la morte, la fama, l'amore e la politica.
Oltre ad essere esposte in gallerie d'arte spagnole come "La Fiambrera" a Madrid, alcune sue opere vennero incluse nelle mostre David Bowie Is, organizzata presso il Victoria and Albert Museum di Londra, e Piaf, alla Bibliothèque National. Joe Dallesandro, modello, attore e protagonista di The Factory di Andy Warhol, scelse una delle sue illustrazioni per una linea di t-shirt in tiratura limitata. L'autrice indicò proprio in Warhol la sua principale influenza, ma trasse ispirazione anche dal movimento fauvista, dall'espressionismo, dal surrealismo, dalla pittura religiosa cattolica, dalla vecchia Hollywood e dal punk.
Nel 2016 denunciò Vivienne Westwood sui social media, sostenendo che uno dei suoi lavori fosse stato plagiato su una maglietta venduta tramite il sito web della stilista britannica.
Roberta Marrero pubblicò due album di genere elettropop. Fu anche DJ in diversi locali spagnoli.
Morì suicida a Madrid il 17 maggio 2024 all'età di 52 anni.

## Libri illustrati
- Dictadores. Ediciones Hidroavión, 2015.
- El bebé verde: infancia, transexualidad y héroes del pop. Lunwerg Editores, 2016.
- We Can Be Heroes. Una celebración de la cultura LGTBQ+. Lunwerg Editores, 2018.
- Todo era por ser fuego. Poemas de chulos, trans y travestis. Continta me tienes, 2022.
- Derecho a cita. Continta me tienes 2024.

## Discografia

### Album
- A la vanguardia del peligro (2005)
- Claroscuro (2007)